# Sant Miquel de Vallfogona de Balaguer
Sant Miquel de Vallfogona de Balaguer és una església neoclàssica de Vallfogona de Balaguer (Noguera) inclosa a l'Inventari del Patrimoni Arquitectònic de Catalunya.

## Descripció
L'església parroquial de Vallfogona de Balaguer, dedicada a Sant Miquel, es troba al cantó nord del carrer Major, al bell mig del nucli urbà. Està orientada de nord a sud, amb la façana a migdia i consisteix en un senzill temple d'una nau que fou bastit el segle xviii però que va patir moltes reformes posteriors.
A la banda dreta de la façana hi arrenca un campanar de base quadrada i de factura contemporània que substitueix l'original que fou destruït durant la guerra de 1936. La façana principal, que és l'única part de l'edifici original del segle xviii, està feta amb aparell regular de carreus ben escairats de pedra sorrenca. Conté la portalada, d'estil clàssic, amb arc de mig punt emmarcat per pilastres que sostenen una cornisa amb un frontó. A sobre de la porta se situa un ull de bou o rosetó de petites dimensions. La façana principal està rematada amb un frontó amb una cornisa motllurada molt erosionada. La façana no és simètrica, sinó que s'eixampla a la dreta per deixar lloc al campanar, molt senzill i que actualment està revestit de ciment gris. Aquest campanar, bastit el segle xx, arrenca d'una petita cornisa de dos nivells de maó sobre l'aparell regular de pedra.
Les façanes laterals i la de la capçalera estan fetes amb aparell de pedra irregular sense desbastar lligada amb morter de calç. Tenen com a úniques obertures dos finestrals rectangulars a cada banda. La façana de la capçalera conté un rosetó sense decoració. La teulada és a doble vessant, amb el carener longitudinal i ràfec senzill.
Al segle xx, després de la Guerra Civil, el temple es va ampliar pel nord i es va afegir un cos a la façana esquerra que fa de porta d'accés a aquest part nova.

## Història
Vallfogona, l'etimologia de la qual prové del llatí Valle Fecunda, va ser conquerida pel comte d'Urgell Ermengol VI l'any 1105 i d'una escriptura del 1163 es desprèn que la seva església havia estat anteriorment una mesquita. L'any 1300 Vallfogona era un feu de la canònica de Balaguer i el 1445 passà a la canònica de Lleida. Després de la Guerra dels Segadors (1640-59) Vallfogona quedà despoblada i no tornà a ser repoblada fins a la dècada de 1770, època en què s'edificà l'església de Sant Miquel. Parcialment destruïda durant la Guerra Civil espanyola, va ser ampliada i reconstruïda per Regiones Devastadas els anys 40 del segle xx.